# Effetto Gibbs-Thomson
L'effetto Gibbs–Thomson (altrimenti detto effetto Gibbs–Kelvin o effetto Kelvin) mette in relazione la curvatura di superficie alla pressione di vapore e al potenziale chimico ed è una conseguenza della tensione superficiale. Il suo nome deriva da Josiah Willard Gibbs e William Thomson, I barone Kelvin. (Non va confuso con l'effetto Thomson.)
Questo effetto si relaziona al fatto che le piccole gocce di liquido (cioè le particelle con un'alta curvatura di superficie) mostrano un'effettiva pressione di vapore più elevata, dato che la superficie è più grande in confronto al volume. L'effetto Gibbs–Thomson può causare una forte depressione del punto di congelamento dei liquidi dispersi all'interno di materiali porosi a grana fine.
Un altro notevole esempio dell'effetto Gibbs–Thomson è la maturazione di Ostwald, in cui i gradienti della concentrazione fanno sì che i piccoli precipitati si dissolvano e quelli più grandi crescano.
L'equazione Gibbs–Thomson per un precipitato con raggio {\displaystyle R} è:
{\displaystyle {\frac {p}{p_{eq}}}=\exp {\left({\frac {R_{critico}}{R}}\right)}}
dove:
- {\displaystyle R_{critico}={\frac {2\cdot \gamma \cdot V_{Atom}}{k_{B}\cdot T}}}
- {\displaystyle V_{atomico}} è il volume atomico
- {\displaystyle k_{B}} è la costante di Boltzmann
- {\displaystyle \gamma } è la tensione superficiale (J {\displaystyle \cdot } m{\displaystyle ^{-2}})
- {\displaystyle p_{eq}} è la pressione parziale di equilibrio (o potenziale chimico o concentrazione)
- {\displaystyle p} è la pressione parziale (o potenziale chimico o concentrazione)
- {\displaystyle T} è la temperatura assoluta

Si è ipotizzato che la maturazione di Ostwald si verifichi nella formazione di megacristalli di ortoclasio nei graniti come conseguenza della crescita subsolida. 